# Middelburška opatija
Middelburška opatija (Opatija Naše Gospe) je nekdanja premonstratenska opatija v Middelburgu na Nizozemskem. Nekoč je bilo tu središče velikega samostanskega kompleksa.
Danes se deli ohranjenega uporabljajo za muzej  in kot pisarne. Nahaja se približno 65 km zahodno od Bergen op Zooma, Middelburg je glavno mesto in regionalna prestolnica Zelandije na Nizozemskem.

## Zgodovina
Začetki opatije segajo v zgodnje dvanajsto stoletje ali prej. Premonstratenski kanoniki so leta 1127 prispeli iz opatije sv. Mihaela v Antwerpnu in ustanovili samostan na mestu nekdanje karolinške trdnjave. Kanoniki so ustanovili veliko versko fundacijo, ki je sčasoma vključevala dve cerkvi. Meniška fundacija je imela tudi obsežna zemljišča na Walcherenu (takrat otok) in v Zelandiji.
Leta 1401 je bila opatija pod neposrednim papeškim nadzorom. Številne samostanske stavbe so bile uničene v požaru leta 1492. Drugi požar, leta 1568, je bil osredotočen na dve samostanski cerkvi. Danes so številne ohranjene stavbe iz samostanskega obdobja (vključno s tako imenovano "novo cerkvijo") v poznosrednjeveškem gotskem slogu in izvirajo iz prezidave v drugi polovici 16. stoletja.
Pomemben opat iz 16. stoletja je bil Nicolaas van der Borcht, ki je leta 1559 postal prvi škof v novo ustanovljeni (in kratkotrajni) škofiji Middelburg.
Meniško življenje se je končalo leta 1574, ko so španski branilci pod vodstvom Cristóbala de Mondragóna kapitulirali pred (protestantskimi) nizozemskimi separatisti ob koncu dveletnega obleganja Middelburga. Med pogajanji o predaji mesta je Viljem Oranski zagotovil, da bodo duhovščino pustili pri miru, a sta bila tako opatija kot katolištvo v Middelburgu kljub temu na silo ukinjena.
Medtem se je opatija preimenovala v "Zelandski dvor" in prevzela vlogo posvetne uprave province. Sprva je bil uporabljena kot sedež okrožne skupščine ( "Stanovi Zelandije" ) in za druge upravne organe, vključno z lokalno pomembnim admiralskim (mornariškim) oddelkom, kovnico in sodno komoro. Po obsežnih upravnih reformah med Napoleonovo okupacijo je nekdanji opatijski kompleks leta 1812 postal znan kot "Stavba province" ("Provinciehuis" ). Opatijsko cerkev je maja 1940 močno poškodovalo nemško zračno bombaridanje, ke so ciljali na Middelburg, da bi prepričali nizozemsko vojsko, naj se ne upira nemški invaziji. V letih varčevanja, ki so sledila vojni, obnova ni bila dokončana do leta 1965. Druge zgradbe opatije so do konca dvajsetega stoletja še naprej omogočale vladne dejavnosti, kot sta zemljiška knjiga in državni arhiv. Od leta 1972 je bil del kompleksa Zelandski muzej in leta 1986 pa še » Rooseveltov študijski center « preseljen na drugi del.

## Cerkve
Južno od samostana sta dve protestantski cerkvi, ki ju še danes imenujemo "opatijske cerkve", kar odraža njuno meniško poreklo. Zunaj se povezujeta, čeprav se na notranji strani ni več mogoče premikati od enega do drugega, ne da bi zapustili stavbo.

### Zborna cerkev (Koorkerk)
Okoli leta 1300 je bila stara cerkvena stavba opatije nadomeščena s korsko cerkvijo (Koorkerk), ki je fizično ločena od sosednje Nove cerkve. Cerkev obsega visok kor s sedmimi oboki v dolžino s peterostrano apsido vzhodno od korov. Kot del ponovne gradnje po uničenju v požaru leta 1568 je bil dodan dovršen strešni obok.
Izrazita značilnost profila mesta je cerkveni stolp opatije, znan kot "Lange Jan" ( "Visoki Janez" ) na južni strani zborne cerkve. Spodnji del stolpa je iz štirinajstega stoletja. Bolj izdelani višji deli so bili dodani leta 1712 in nato rekonstruirani po uničenju leta 1940.

### Nova cerkev (Nieuwe Kerk)
Nova cerkev (51°29'58.96"N 3°36'53.08"E) je dvoladijska. V svoji sedanji konfiguraciji izvira iz obnove, ki je sledila požaru leta 1558. Nadomestila je prejšnjo cerkev, zgrajeno okoli leta 1300, ki je imela tudi dvojno ladjo, čeprav je bila manjša. Vzhodna stena Nove cerkve je hkrati tudi zahodna stena korske cerkve, obe notranjščini pa sta bili prvotno povezani z lokom, ki pa je bil pozneje zasut. Po letu 1833 je nova cerkev postala edina župnijska cerkev za osrednje obzidano območje Middelburga.
Oznaka "nova cerkev" je bila uporabljena za razlikovanje te stavbe od dveh starejših cerkva v Middelburgu: West Minsterske cerkve (porušena leta 1575) in cerkve North Minsterskse cerkve (porušene leta 1834).
"Nova cerkev" je znana po orglah, ki jih je leta 1954 zgradilo podjetje Pels & Van Leeuwen iz Leiderdorpa. Bolj vpadljivo je ohišje, ki ga sprejme in ki ga je leta 1693 za cerkev v Amsterdamu ustvaril tesar-obrtnik Jan Albertsz Schut. Orgelsko ohišje je bilo obsežno restavrirano leta 1996, delovanje samih orgel pa leta 2004.